# TRPC
TRPC — семейство каналов с транзиторным рецепторным потенциалом (англ: Transient Receptor Potential (C - canonical)).
Семейство TRPС состоит из семи каналов.
ТRPC образуют у людей подсемейство каналов, сходных с TRP-каналами дрозофилы. Структурно члены этого семейства обладают рядом похожих характеристик, включая 3 или 4 анкириновых повтора около N-конца и мотив TRP-бокса, содержащий инвариантную последовательность EWKFAR на проксимальном C-конце. Эти каналы неизбирательно проницаемы для катионов, причем преобладание кальция над натрием варьируется среди различных членов семейства. Многие из субъединиц канала TRPC могут собираться вместе.
Преобладающими каналами TRPC в головном мозге млекопитающих являются TRPC 1,4 и 5, и они плотно экспрессируются в кортиколимбических областях мозга, таких как гиппокамп, префронтальная кора и латеральная перегородка. Эти три канала активируются  агонистом метаботропного глутаматного рецептора группы1 дигидроксифенилглицином.
В общем, каналы TRPC могут быть активированы стимуляцией фосфолипазы С (англ. phospholipase C (PLC)) , при этом некоторые из них также активируются диацилглицерином. Есть по крайней мере одно сообщение о том, что TRPC1 также активируется за счет растяжения мембраны, а каналы TRPC5 активируются внеклеточным восстановленным тиоредоксином.
Известно, что каналы TRPC лежат в основе каналов, активируемых высвобождением кальция, наблюдаемых во многих типах клеток. Эти каналы открываются из-за истощения внутриклеточных запасов кальция. Два других белка, молекулы взаимодействия стромы (STIMы) и Orais, однако, совсем недавно были вовлечены в этот процесс. STIM1 и TRPC1 могут объединяться, что усложняет понимание этого явления.
TRPC6 вовлечен в болезнь Альцгеймера с поздним началом

## Роль в кардиомиопатиях
Исследования роли каналов TRPC при кардиомиопатиях все еще продолжаются. Повышенная регуляция генов TRPC1, TRPC3 и TRPC6 наблюдается при сердечных заболеваниях, включая образование фибробластов и сердечно-сосудистые заболевания. Предполагается, что каналы TRPC реагируют на перегрузку гормональной и механической стимуляции при сердечно-сосудистых заболеваниях, что способствует патологическому ремоделированию сердца.
Каналы TRPC1 активируются рецепторами, связанными с фосфолипазой C (PLC), механической стимуляцией и истощением внутриклеточных запасов кальция. Каналы TRPC1 находятся на кардиомиоцитах, гладких мышцах и эндотелиальных клетках. При стимуляции этих каналов при сердечно-сосудистых заболеваниях увеличивается артериальная гипертензия и гипертрофия сердца. Каналы TRPC1 опосредуют пролиферацию гладких мышц в присутствии патологических стимулов, которые способствуют гипертензии. У мышей с гипертрофией миокарда наблюдается повышенная экспрессия TRPC1. Делеция гена TRPC1 у этих мышей привела к снижению гипертрофии при стимуляции гипертрофическими стимулами, из чего следует, что TRPC1 играет роль в прогрессировании гипертрофии сердца.
Каналы TRPC3 и TRPC6 активируются стимуляцией PLC и выработкой диацилглицерина (англ. diacylglycerol, DAG). Оба эти типа каналов TRPC играют роль в сердечной гипертрофии и сосудистых заболеваниях, так же, как и TRPC1. Кроме того, TRPC3 активируется в предсердиях пациентов с фибрилляцией предсердий (ФП). TRPC3 регулирует гипертрофию сердца, вызванную ангиотензином II, которая способствует образованию фибробластов. Накопление фибробластов в сердце может проявляться в ФП. Эксперименты, блокирующие TRPC3, показывают уменьшение образования фибробластов и снижение чувствительности к ФП.
Каналы TRPC1, TRPC3 и TRPC6 участвуют в гипертрофии сердца. Механизм того, как каналы TRPC способствуют сердечной гипертрофии, заключается в активации сигнального пути кальциневрина и ядерного фактора активированных Т-клеток (NFAT).
Патологический стресс или гипертрофические агонисты запускают рецепторы, сопряжённые с G-белком (GPCR), и активируют PLC с образованием DAG и инозитолтрифосфата (IP3).
IP3 способствует высвобождению внутренних запасов кальция и притоку кальция через TRPC. Когда внутриклеточный кальций достигает порогового значения, он активирует путь кальциневрин / NFAT. DAG напрямую активирует путь кальциневрин / NFAT. NFAT перемещается в ядро и индуцирует транскрипцию большего количества генов TRPC. Это создает петлю положительной обратной связи, ведущую к состоянию гипертрофической экспрессии генов и, следовательно, к сердечному росту и ремоделированию сердца. Участие TRPC-канала в хорошо изученных сигнальных путях и значимость воздействия генов на заболевания человека делают его потенциальной мишенью для лекарственной терапии.  Было показано, что TRPC усиливает ингибирование в цепи обонятельной луковицы, обеспечивая механизм улучшения обонятельных способностей.

## Гены
TRPC1, TRPC2, TRPC3, TRPC4, TRPC5, TRPC6, TRPC7